# Jakob Margreth
Jakob Margreth (* 29. Mai 1879 in Hamburg; † 23. September 1925 im Kloster der Franziskanerbrüder vom Heiligen Kreuz Marienwörth, Bad Kreuznach) war ein deutscher römisch-katholischer Theologe.

## Leben
Margreth wurde am 28. Oktober 1899 in Rom zum Priester geweiht. Von 1900 bis 1904 studierte er in Münster, wo er 1906 Privatdozent und Repetitor wurde. Er wurde 1906 in das Bistum Mainz inkardiniert. In Mainz wurde der Dr. phil. und Dr. theol. Professor für Moraltheologie.

## Schriften (Auswahl)
- Das Gebetsleben Jesu Christi, des Sohnes Gottes. Aschendorff, Münster 1902, OCLC 249256422.
- Die „Übung“ der Mutter Klara Fey, Stifterin der Genossenschaft vom armen Kinde Jesus. Eine Anleitung zum Leben im Gott unserer Altäre. Aschendorff, Freiburg 1918, OCLC 250467064. (mehrere Neuauflagen)
  - La «Practica» della venerabile Clara Fey, fondatrice della congregazione del povero bambino Gesù. Puntificia Università Gregoriana, Rom 1936, OCLC 72645195.